# Allorchestes ptilocerus
Allorchestes ptilocerus är en kräftdjursart. Allorchestes ptilocerus ingår i släktet Allorchestes och familjen Hyalellidae. Inga underarter finns listade i Catalogue of Life.